# Schizophyllum corsicum
Schizophyllum corsicum är en mångfotingart som beskrevs av Henri W. Brölemann 1903. Schizophyllum corsicum ingår i släktet Schizophyllum och familjen kejsardubbelfotingar. Inga underarter finns listade i Catalogue of Life.